# رودولف جون أندرسون
رودولف جون أندرسون (بالإنجليزية: Rudolph John Anderson)‏ هو كيميائي وعالم كيمياء حيوية أمريكي وسويدي، ولد في 13 سبتمبر 1879 في Haina ‏ في ألمانيا، وتوفي في 6 أبريل 1961 في نيو هيفن في الولايات المتحدة.